# 对称性 (物理学)
对称性（symmetry）是现代物理学中的一个核心概念，系统从一个状态变换到另一个状态時，系統內的物理或數學特征仍然不變。它也是指一个理论的拉格朗日量或运动方程在某些变量的变化下的不变性。如果这些变量随时空变化，而拉格朗日量或运动方程仍舊不變，則称此性質為为「局域对称性」（local symmetry），反之，若这些变量不随时空变化，則称此性質为「整体对称性」（global symmetry）。物理学中最简单的对称性例子是牛顿运动方程的伽利略变换不变性和麦克斯韦方程的洛伦兹变换不变性和相位不变性。:358
数学上，这些对称性由群论来表述。上述例子中的群分别对应着伽利略群，洛伦兹群和{\displaystyle U(1)}群。对称群为连续群和分立群的情形分别被称为连续对称性和離散對稱性。德国数学家赫尔曼·外尔是把这套数学方法运用于物理学中并意识到规范对称重要性的第一人。1950年代杨振宁和米尔斯意识到规范对称性可以完全决定一个理论的拉格朗日量的形式，并构造了核作用的{\displaystyle SU(2)}规范理论。从此，规范对称性被大量应用于量子场论和粒子物理模型中。在粒子物理的标准模型中，强相互作用，弱相互作用和电磁相互作用的规范群分别为{\displaystyle SU(3)}，{\displaystyle SU(2)}和{\displaystyle U(1)}。除此之外，其他群也被理论物理学家广泛地应用，如大统一模型中的{\displaystyle SU(5)}，{\displaystyle SO(10)}和{\displaystyle E_{6}}群，超弦理论中的{\displaystyle SO(32)}和{\displaystyle E_{8}\times E_{8}}群。
整体对称性在粒子物理和量子场论的发展中也起着非常重要的角色，如强相互作用的手征对称性。规范和整体对称性破缺是粒子物理學和凝聚体物理学的重要概念。

## 守恆定律與對稱性的關係
物理系統的每一個對稱性都有相對的守恒定律。諾特定理就是概括這關係的重要定理。它指出物理系統包含的每一個對稱性都代表此系统有某相對的物理量守恒。反過來說：物理系統有某守恒性質就代表它帶其相對的對稱性。例如，空間位移對稱造成動量守恒，而時間平移對稱造成能量守恒。
以下列表總結各對稱和相對的守恒量：
| 類型                              | 不變性                           | 守恒量               |
| --------------------------------- | -------------------------------- | -------------------- |
| Proper orthochronous 洛伦兹协变性 | 時間平移 (時間同質性)            | 能量                 |
| Proper orthochronous 洛伦兹协变性 | 空間平移 (空間同質性)            | 直線動量             |
| Proper orthochronous 洛伦兹协变性 | 空間旋轉 (各向同性)              | 角動量               |
| 分立對稱                          | P,座標倒置                       | 空間宇稱（鏡像對稱） |
| 分立對稱                          | C, 電荷共軛對稱                  | 電荷宇稱             |
| 分立對稱                          | T,時間反演                       | 時間宇稱             |
| 分立對稱                          | CPT                              | product of parities  |
| 內部對稱（不取決於 時空座標）     | U (1) 規范轉換                   | 電荷數               |
| 內部對稱（不取決於 時空座標）     | U (1) 規范轉換                   | 輕子數               |
| 內部對稱（不取決於 時空座標）     | U (1) 規范轉換                   | 超荷                 |
| 內部對稱（不取決於 時空座標）     | U (1)Y 規范轉換                  | 弱超荷               |
| 內部對稱（不取決於 時空座標）     | U(2) [U(1)xSU (2)]               | 电弱交互作用         |
| 內部對稱（不取決於 時空座標）     | SU(2) 規范轉換                   | 同位旋               |
| 內部對稱（不取決於 時空座標）     | SU (2)L 規范轉換                 | 弱同位旋             |
| 內部對稱（不取決於 時空座標）     | PxSU（2）                        | G-parity             |
| 內部對稱（不取決於 時空座標）     | SU(3) "卷繞數"                   | 重子數               |
| 內部對稱（不取決於 時空座標）     | SU(3) 規范轉換                   | 夸克 色              |
| 內部對稱（不取決於 時空座標）     | SU (3)（approximate）            | 夸克 味              |
| 內部對稱（不取決於 時空座標）     | S((U2)xU(3)) U (1)xSU (2)xSU (3) | 標準模型             |

## 參閱
- 手徵對稱性破缺
- 明顯對稱性破缺